# Ègida
Una ègida (del llatí aegis, -ĭdis, i aquest, del grec antic aigís, -ídos, derivat al seu torn de aix, aigós ‘cabra’; paraula present al català escrit des del 1839), era una peça protectora que els soldats a l'antiga Grècia duien sobre el pit en combat. Originàriament era una pell d'animal i posteriorment va designar la part d'una armadura ornamentada segons el rang del guerrer.
Segons Homer, protegia l'escut de Zeus, que havia forjat Hefest, i que portava representat el cap de Medusa al centre. L'origen de la paraula era confós fins i tot pels mateixos grecs antics. Tal com esmenta Homer, vindria probablement de l'arrel ἀί̂σσω, ('llançar-se impetuosament, violentament'), però a partir d'Heròdot se suposava que venia de la paraula αἴξ ('cabra'). Segons tradicions posteriors, l'ègida que portava Zeus era feta amb la pell de la cabra Amaltea, que l'havia alletat de nen. Gai Juli Higí explica que, quan Zeus es preparava per combatre els Titans, se li va ordenar, si volia guanyar, que portés una pell de cabra amb el cap de la Gorgona. El nom d'ègida es va limitar a aquesta pell de cabra. Homer sempre en parla com una part de l'armadura de Zeus, i l'anomena amb l'epítet de «portador de l'ègida» (αἰγίοχος). Homer també diu que l'ègida li van manllevar en diverses ocasions Apol·lo i Atena.
L'ègida també està lligada a Atena, que va fer-se'n una amb les pells de les Gòrgones un cop mortes, com a trofeu. Per això, moltes ègides de nobles portaven pintat o tallat símbols relacionats amb les serps o el Gorgoneion. D'aquest mite hi ha diverses versions. Una diu que, en la lluita contra els gegants, Atena va matar Pal·lant i Encèlad i amb la pell del primer es va fer una cuirassa. Una altra versió diu que l'ègida era realment un cinturó fet amb la pell d'una cabra, que s'usava per subjectar l'escut. Normalment la cinta es passava per l'espatlla dreta, i rodejava parcialment el pit al passar obliquament per davant, i s'unia a l'esquena amb l'escut sota el braç esquerre. La paraula ègida s'aplicava tant a la cinta que subjectava l'escut com a una cuirassa que assumia en part la seva funció. Segons això l'ègida es representa a les escultures de vegades com la pell d'un animal que cobreix les espatlles i els braços i altres vegades com una cuirassa, normalment amb el cap de Medusa al centre. Així es representava a les estàtues dels emperadors romans, dels herois i dels guerrers, i també en dibuixos sobre objectes de terrissa i en camafeus.
S'han trobat referències històriques d'altres pobles que podrien estar a l'origen no mitològic de l'ègida. Heròdot atribueix la peça als guarniments de les dones líbies i l'arqueologia moderna ha identificat unes pells hitites de caràcter cerimonial com els avantpassats possibles d'aquesta peça. Igualment, algunes deïtats egípcies estan representades amb atributs que podrien parlar d'un origen comú mediterrani de l'ègida.
Per extensió, s'ha creat l'expressió “estar sota l'ègida”, que significa 'estar emparat' o 'protegit'.

## Galeria
- Atena portant l'ègida enrivetada de serps. Hídria àtica de figures negres, cap a 540 a.C., Cabinet des médailles de la BNF
- Alexandre el Gran amb el Gorgoneion a l'ègida. Mosaic d'Issos - Museu Arqueològic Nacional de Nàpols